# François-Ambroise Rodrigue
Pour les articles homonymes, voir Rodrigue.
François-Ambroise Rodrigue, né le 10 décembre 1730 (baptisé le 12 décembre) et mort le 18 décembre 1813 à Nantes, prêtre catholique et brièvement évêque constitutionnel de Vendée  pendant la Révolution française. 

## Biographie
François-Ambroise Rodrigue est le fils de Louis Rodrigue, huissier au présidial de Nantes, et de Claire Cohornou. Il étudie au séminaire d'Issy, puis à celui de Saint-Sulpice. Ordonné prêtre, il enseigne les humanités et la théologie, notamment au séminaire d'Angers. Il quitte l'enseignement en 1769 pour devenir chapelain du village de l'Époids, puis curé de celui de La Crosnière (l'un comme l'autre faisant aujourd'hui partie de la commune de Beauvoir-sur-Mer), et enfin curé de Fougeré. 
En janvier 1791, Mgr Marie-Charles-Isidore de Mercy, évêque de Luçon, refuse de prêter serment à la Constitution civile du clergé. Lors d'une première élection, le 28 février 1791, Jean-Sylvain Servant, oratorien et vicaire général de l'évêque d'Angers, est élu évêque, mais renonce à sa charge quelques jours plus tard, à la demande de Mgr de Mercy. François-Ambroise Rodrigue, qui fait partie de la minorité de prêtres vendéens assermentés, est élu évêque constitutionnel de Vendée le 2 mai 1791 par 57 voix sur 97 (pour un collège de 478 électeurs), consacré à Paris le 3 juin suivant et installé dans la cathédrale de Luçon le 12 juin. Il entre en conflit avec les sœurs de saint Vincent de Paul de l'hôpital de Luçon, qui demandent à avoir des aumôniers insermentés. Mgr Rodrigue abandonne son siège épiscopal le 2 décembre 1793, pendant la guerre de Vendée. 
Rodrigue est ensuite juge à Fontenay-le-Comte, puis à Montaigu, avant de se retirer à Nantes. Il est évoqué dans le deuxième couplet de la Marseillaise des Blancs, adaptation royaliste de la Marseillaise.